# Ерёминский сельсовет (Загорский район)
Ерёминский сельсовет — упразднённая административно-территориальная единица, существовавшая на территории Московской губернии и Московской области до 1954 года.
Ерёминский сельсовет был образован в первые годы советской власти. По состоянию на 1922 год он входил в состав Ерёминской волости Сергиевского уезда Московской губернии.
В 1925 году к Ерёминскому с/с были присоединены Новский и Юдинский с/с.
В 1927 году из Ерёминского с/с был выделен Лихенинский сельсовет.
По данным 1926 года в состав сельсовета входили 8 населённых пунктов — Ерёмино, Бородкино, Городище, Григорово Новое, Егорьево, Лихенино, Новое и Юдино, а также 5 хуторов, 1 сторожка и 1 агропункт.
В 1929 году Ерёминский с/с был отнесён к Сергиевскому (с 1930 года — Загорскому) району Московского округа Московской области. При этом к нему были присоединены Каменский и Сырневский с/с.
17 июля 1939 года к Ерёминскому с/с было присоединено селение Хомяково упразднённого Григоровского с/с.
9 июля 1952 года селения Новогригорово и Хомяково были переданы в Марьинский и Мишутинский с/с соответственно.
14 июня 1954 года Ерёминский с/с был упразднён — его территория была объединена с Соснинским с/с в новый Каменский с/с.
.